# Modlitebna sboru baptistů Vikýřovice
Modlitebna sboru baptistů Vikýřovice je budova v Šumperské ulici, ve které se ve Vikýřovicích schází členové sboru Bratrské jednoty baptistů ve Vikýřovicích.
Baptistický sbor byl ve Vykýřovicích založený v roce 1925 po příjezdu 18 rodin emigrantů z Volyně a Zelówa, kteří sem reemigrovali po první pozemkové reformě a v ryze katolické německé obci vytvořili českou komunitu. Před výstavbou modlitebny se bohoslužby konaly v místní škole a na sýpce. Modlitebnu postavili členové sboru vlastními silami během léta 1928. Během druhé světové války zde zůstalo jen osm členů sboru, jejich počet pak vzrostl s dalším příchodem Volyňských Čechů po válce. V roce 1974 sbor přistavěl dům s bytem pro kazatele a v roce 1980 adaptoval interiér modlitebny.